# Ліндсі Вагнер
Ліндсі Вагнер (англ. Lindsay Wagner; нар. 22 червня 1949, Лос-Анджелес, Каліфорнія) — американська актриса. Вона найбільш відома за головною роллю в популярному телесеріалі 1970-х Біонічна жінка, який приніс їй премію Еммі у 1977 році.

## Раннє життя
Вагнер народилася в Лос-Анджелесі, Каліфорнія. Коли їй було сім років, її батьки розлучилися, і вона разом із матір'ю переїхала до передмістя Пасадени. Вона закінчила Орегонський університет.

## Кар'єра
Вагнер розпочала кар'єру як модель. У 1971 році вона підписала контракт з Universal Studios, і згодом почала зніматися в кіно і на телебаченні. У 1973 році вона зіграла головну роль у фільмі студії 20 Century Fox «Паперова погоня». У тому ж році зіграла роль фотомоделі Дідри у фільмі Двоє.

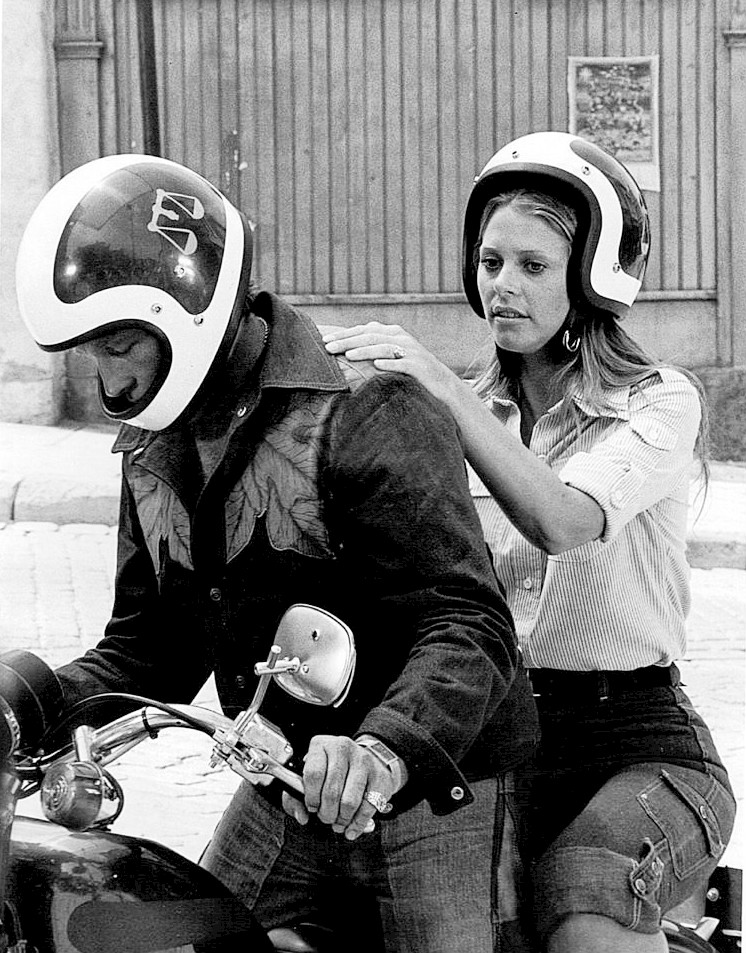
Ліндсі Вагнер у серіалі Біонічна жінка. 1977 рік.

У 1976 році вона отримала свою найвідомішу роль, у серіалі «Біонічна жінка». Вона виграла премію Еммі у 1977 році у категорії за найкращу жіночу роль у драматичному телесеріалі, а також отримала дві номінації на Золотий глобус. Після завершення серіалу вона знялася у фільмі «Нічні яструби», де виконала роль колишньої дружини героя Сільвестра Сталлоне, а також «Великий ризик», «Принцеса Дейзі» та «Жах на Біттер Крік», а також повернулася на телебачення з двома серіалами, що недовго проіснували.
У 1984 році вона була удостоєна зірки на Голлівудській Алеї слави. Вагнер продовжувала періодично зніматися в кіно та на телебаченні у 90-х та 2000-х, проте вже з меншим успіхом. Вона з'явилася в кінофільмі «Рикошет» у 1991 році, а також у кількох незалежних та телевізійних фільмах. На телебаченні вона з'явилася у серіалі «Сховище 13» у 2010—2011 роках.
У 2019 році зіграла роль жінки-президента, на ім'я Бріджет, мати Сема Портера-Бріджеса, у грі «Death Stranding» від Kojima Productions та Sony Interactive Entertainment.

## Особисте життя
Ліндсі Вагнер була одружена чотири рази. Її першим чоловіком був Аллан Річард Райдер, з яким вона була одружена з 1971 по 1974 рік.
У 1976 році вийшла заміж за актора Майкла Брендона, але вони розлучилися в 1979 році.
З 1981 по 1984 рік була одружена з каскадером Генрі Кінгі. В них двоє дітей.
З 1990 по 1993 рік була одружена з кінопродюсером Лоуренсом Морторффом. У них є одна дитина.

## Вибрана фільмографія
| Рік       |   | Українська назва          | Оригінальна назва | Роль                  |
| --------- | - | ------------------------- | ----------------- | --------------------- |
| 1980      | с | Крупинки                  | Scruples          | Біллі Айкехорн        |
| 1981      | ф | Нічні яструби             | Nighthawks        | Ірен ДаСілва          |
| 1991      | ф | Рикошет                   | Ricochet          | Прісцилла Брімлей     |
| 1998      | ф | Круїз жаху                | Voyage of Terror  | доктор Стефані Таубер |
| 2002      | с | Жіноча бригада            | The Division      | Агата Б.              |
| 2010—2014 | с | Сховище 13                | Warehouse 13      | доктор Ванесса Колдер |
| 2011      | с | Люди Альфа                | Alphas            | доктор Ванесса Колдер |
| 2015      | с | NCIS: Полювання на вбивць | NCIS              | Барбара Бішоп         |
| 2018      | с | Повніший будинок          | Fuller House      | Міллі                 |
| 2018—2019 | с | Анатомія Грей             | Grey's Anatomy    | Гелен Карев           |